# Ardisia poolei
Ardisia poolei là một loài thực vật có hoa trong họ Anh thảo. Loài này được C.T.White & W.D.Francis ex Lane-Poole mô tả khoa học đầu tiên năm 1925.